# تيري ويتك
تيري ويتك (بالإنجليزية: Terri Witek)‏ (1952)؛ كاتِبة وشاعرة أمريكية. درست في جامعة فاندربيلت.